# Ernst Gombrich
Sir Ernst Hans Josef Gombrich (født 30. marts 1909 i Wien, død 3. november 2001 i London) var en østrigsk-engelsk kunsthistoriker og kunstskribent.
Efter at have skrevet sin disputats i kunsthistorie ved Universität Wien i 1936, emigrerede han allerede samme år til London. Under 2. verdenskrig arbejdede han for BBC, og fra 1959-1976 var han leder af og professor ved Warburg Institute under University of London. 
I 1950 udkom første oplag af hans livsværk, Kunstens historie (The Story of Art; udg. på dansk 1953). Bogen, der beskriver kunstens historie fra de tidligste tider til modernismen, var oprindeligt tænkt som en undervisningsbog for børn, men endte med at blive en af de bedst sælgende kunstbøger gennem tiderne. Andre vigtige værker fra Gombrichs forfatterskab er Meditations on a Hobby Horse (1963), Symbolic Images (1972) og The Sense of Order (1979). Han kredsede i sine værker om vesteuropæisk kunst, særligt med vægt på italiensk kunst fra renæssancen. 
Han blev fellow ved British Academy i 1960, modtog i 1977 Pour le Mérite og indvalgtes i 1981 som udenlandsk medlem af Kungliga Vetenskapsakademien. 